# Heteropoda planiceps
Heteropoda planiceps är en spindelart som först beskrevs av Pocock 1897.  Heteropoda planiceps ingår i släktet Heteropoda och familjen jättekrabbspindlar. Inga underarter finns listade i Catalogue of Life.